# Station Vaals

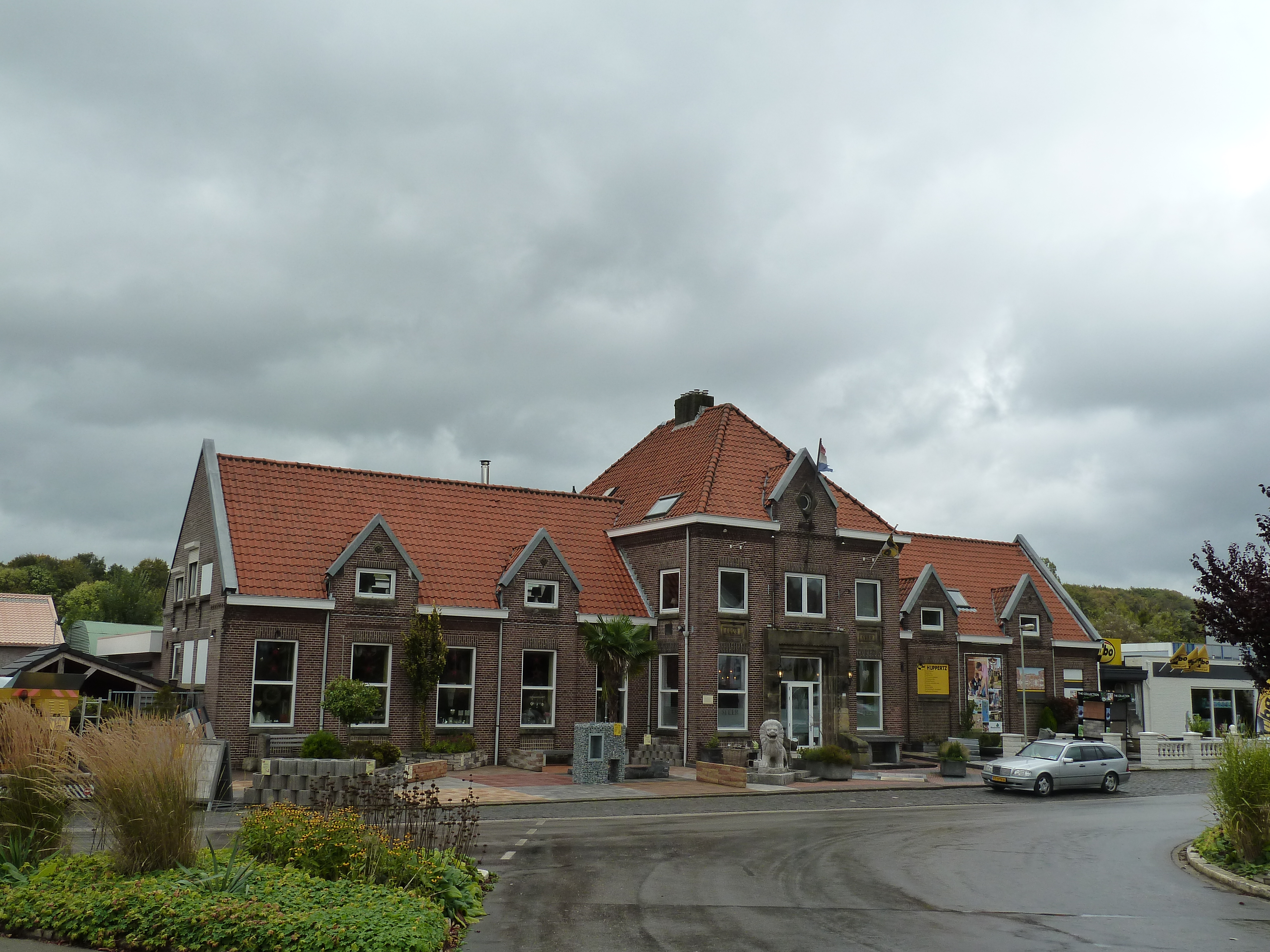
Station Vaals

Station Vaals was een tramstation in Vaals in de Nederlandse provincie Limburg. Het was het begin- en eindpunt van de tramlijn Maastricht - Vaals en tussen 1923 en 1937 ook van de tramlijn Aken - Vaals.
Het station in Vaals lag aan het pleintje aan het uiteinde van de huidige Prins Bernhardstraat aan de noordkant van Vaals. Achter het stationsgebouw stopte de tramlijn van/naar Gulpen en Maastricht. Daarachter bevindt zich een laagte met de Selzerbeek waarachter de Schneeberg oprijst.
Het latere busstation van Vaals ligt niet bij het oude stationsgebouw maar aan de doorgaande weg de Maastrichterlaan.

## Geschiedenis

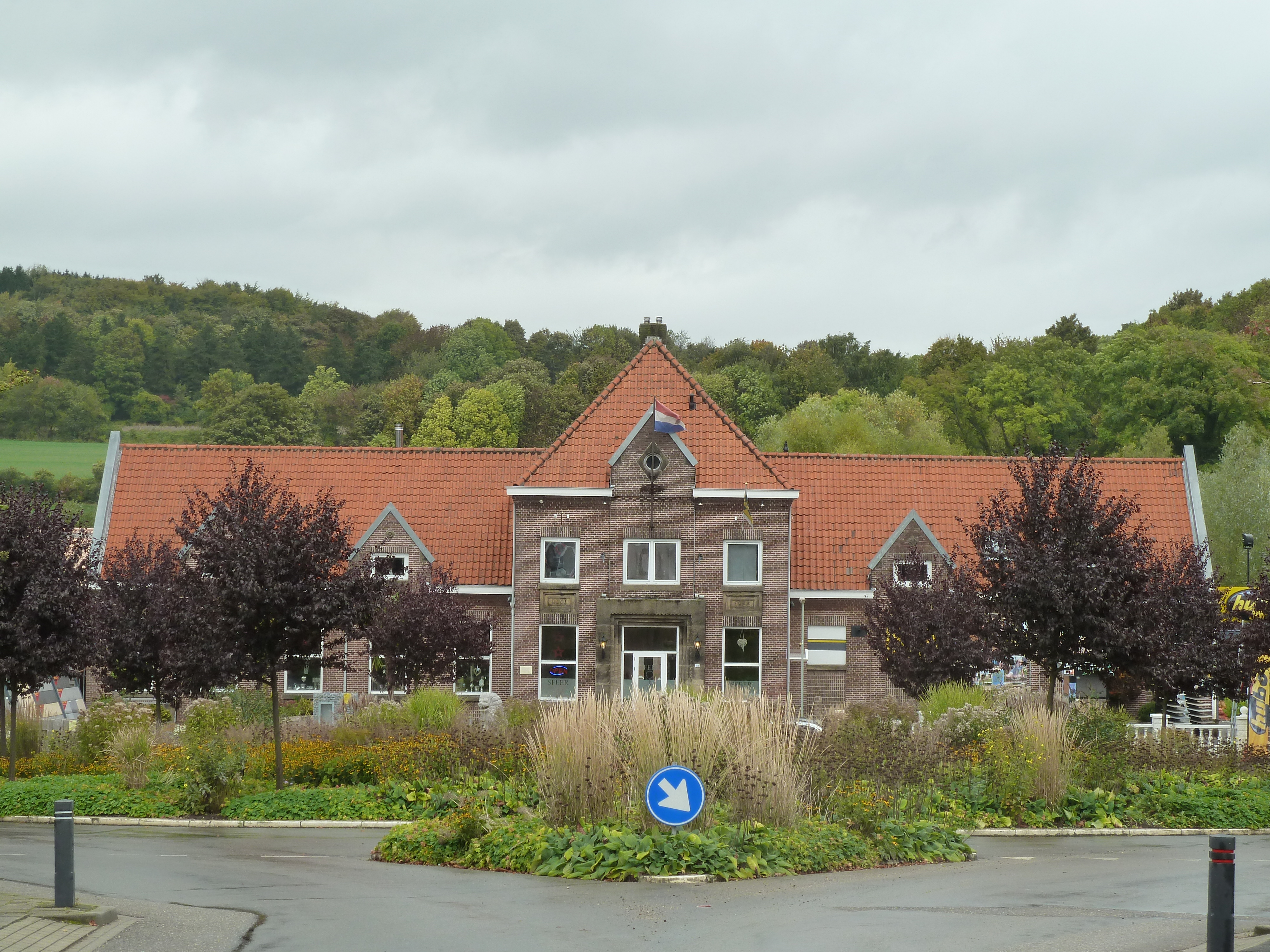
Het 'stationsplein'.

In 1922 werd het station door de Limburgsche Tramweg-Maatschappij (LTM) gebouwd als eindpunt van de stoomtramlijn vanuit Gulpen. Vanaf 1925 reed deze door naar Maastricht. De eerstvolgende halte vanaf het station was halte Lemiers.
In 1923 verlengde men de elektrische tram van Aken van de Maastrichterlaan tot aan het station. Deze lijn was op meterspoor en de lijn naar Maastricht normaalsporig. Hierdoor moesten doorgaande reizigers overstappen en moest vracht overgeladen worden. De LTM en de Aachener Kleinbahn Gesellschaft (AKG) werkten wel samen, want ze verkochten doorgaande plaatsbewijzen.
In 1937 werd de tramlijn naar Maastricht opgeheven voor reizigersvervoer, omdat ze niet meer rendabel was. De zijtak van de lijn van de Akense tram werd toen ook weggehaald. Een jaar later stopte ook het goederenvervoer en werd de lijn naar Maastricht opgebroken.
Tussen 1939 en 1986 werd het stationsgebouw als jeugdherberg "'t Heemet" gebruikt.